# Germán Lauro
Germán Lauro (Trenque Lauquen, Argentina; 2 de abril de 1984) es un exatleta especialista en pruebas de lanzamientos y político argentino.
En 2021, decidió involucrarse en la política adhiriendo a la coalición Juntos por el Cambio.

## Trayectoria
Posee una mejor marca personal en la prueba de Lanzamiento de Peso de 21,26 metros, establecida el 10 de junio de 2013 en la Liga de Diamante en Doha. En la final de los Juegos Olímpicos de Londres 2012, ocupó el 6° puesto con una marca de 20,84, y en la prueba de Lanzamiento de disco de 62,77 m establecida el 4 de mayo de 2011 en Buenos Aires.
Con el 6° puesto en lanzamiento de bala con 20,38, en Estambul, logró la mejor ubicación de un argentino en un Mundial Indoor. Becado por la Secretaría de Deportes de la Nación Argentina. Recibió el Premio Konex - Diploma al Mérito en 2010 y luego el Konex de Platino en 2020 al mejor atleta de la década en Argentina. El 16 de agosto de 2013 y con una marca de 20.40 se ubicó 7.º en el mundial de atletismo que se desarrolló en Moscú, Rusia, y así se convirtió en el Argentino de mejor actuación en la historia de los mundiales de atletismo de mayores. El 25 de febrero de 2014 consiguió el récord sudamericano de lanzamiento de bala bajo techo en el meeting de Praga con 21,04 m.

## Palmarés
| Año  | Competición                                          | Ciudad                  | Clasificación | Disciplina | Marca   |
| ---- | ---------------------------------------------------- | ----------------------- | ------------- | ---------- | ------- |
| 2006 | Campeonato Sudamericano de Atletismo                 | Tunja, Colombia         | 1.º           | Peso       | 18.97 m |
| 2007 | Campeonato Sudamericano de Atletismo                 | São Paulo, Brasil       | 1.º           | Peso       | 19.65 m |
| 2007 | Campeonato Iberoamericano de Atletismo               | São Paulo, Brasil       | 1.º           | Disco      | 57.12 m |
| 2008 | Campeonato Iberoamericano de Atletismo               | Iquique, Chile          | 3.º           | Peso       | 19.02 m |
| 2010 | Campeonato Iberoamericano de Atletismo               | San Fernando, España    | 2.º           | Peso       | 20.43 m |
| 2011 | Campeonato Sudamericano de Atletismo                 | Buenos Aires, Argentina | 1.º           | Peso       | 19.61 m |
| 2011 | Campeonato Sudamericano de Atletismo                 | Buenos Aires, Argentina | 2.º           | Disco      | 59.98 m |
| 2011 | Anexo: Atletismo en los Juegos Panamericanos de 2011 | Guadalajara, México     | 3.º           | Peso       | 20.41 m |
| 2012 | Atletismo en los Juegos Olímpicos de Londres 2012    | Londres, Reino Unido    | 6.º           | Peso       | 20.84 m |
| 2013 | Liga de Diamante                                     | Doha                    | 2°            | Peso       | 21.26 m |
| 2013 | Campeonato Mundial de Atletismo de 2013              | Moscú, Rusia            | 7.º           | Peso       | 20.40 m |
| 2015 | Anexo: Atletismo en los Juegos Panamericanos de 2015 | Toronto, Canadá         | 3°            | Peso       | 20.24 m |